# エスタディオ・オリンピコ・パスカル・ゲレーロ
エスタディオ・オリンピコ・パスカル・ゲレーロ（Estadio Olímpico Pascual Guerrero）はコロンビアの都市サンティアゴ・デ・カリにあるスタジアム。フットボル・プロフェシオナル・コロンビアーノに所属するアメリカ・デ・カリの本拠地。

## 概要
スタジアムの周囲に総合スポーツセンターを備えており、1971年に行われたパンアメリカン競技大会のメインスタジアムになる等1950年代から1970年代にかけてラテンアメリカを代表するスタジアムとなり、サンティアゴ・デ・カリは「スポーツ・キャピタル・オブ・アメリカ」と呼ばれた。現在でもスタジアムは国内外のスポーツイベントにおいて大きな重要性を持っている。
またスポーツ以外の目的にも使用される事もあり、サルサ、ロック、マリアッチ等のコンサートや宗教的な会合までも行われた。
アメリカ・デ・カリとデポルティーボ・カリの2チームがこのスタジアムを本拠地としていたが、2007年にデポルティーボ・カリがコロンビア初のクラブ専用スタジアムであるエスタディオ・デポルティーボ・カリ建設の為に移転した。
2008年11月19日には大規模なミュージックフェスティバルが開催され、シャキーラ等のアーティストが出演した。
2011年7月から8月にかけては2011 FIFA U-20ワールドカップの会場にも選ばれ、主にグループBの試合とベスト16、ベスト8の試合がそれぞれ1試合行われた。

## ギャラリー

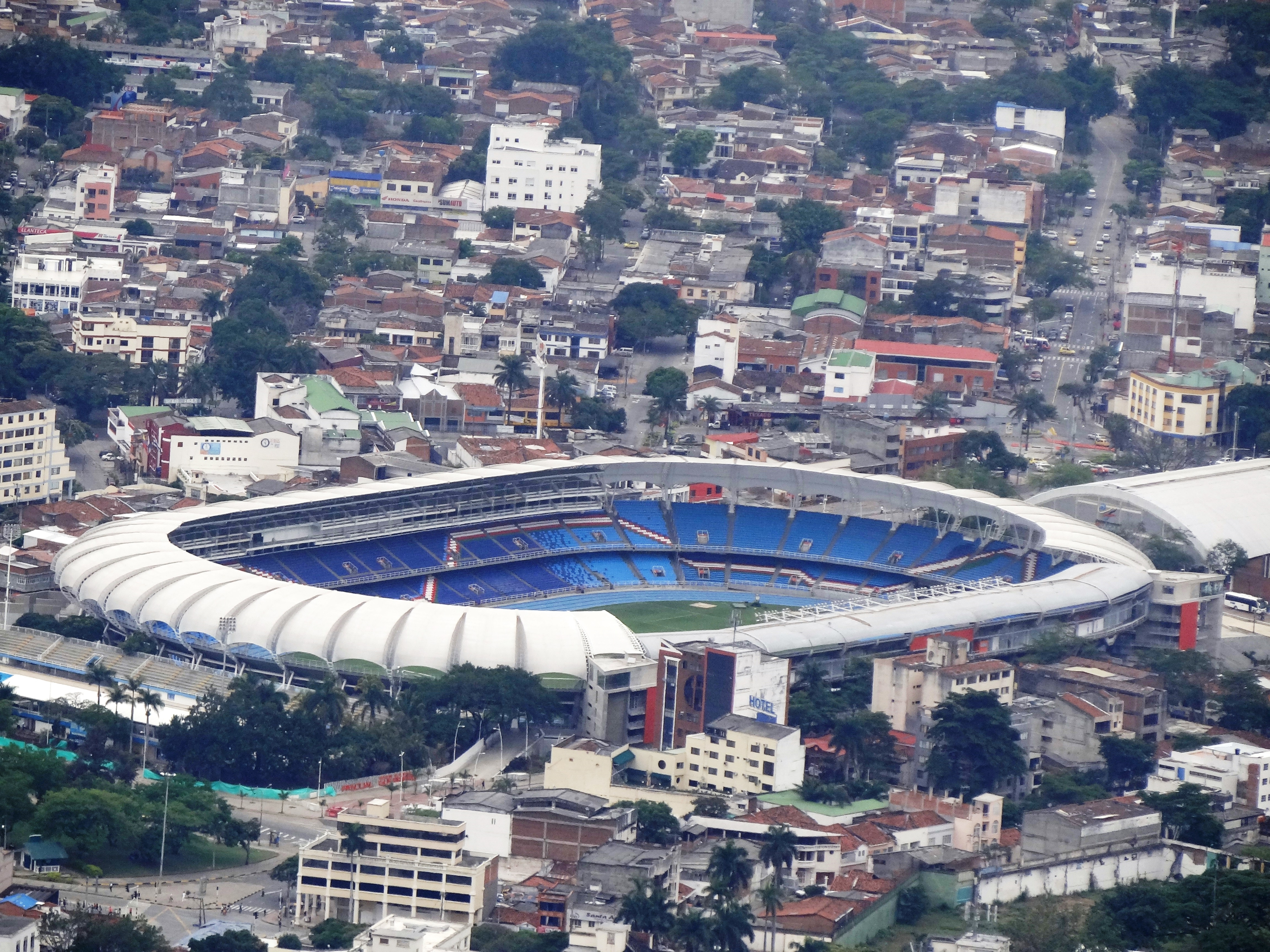
2013年の空撮
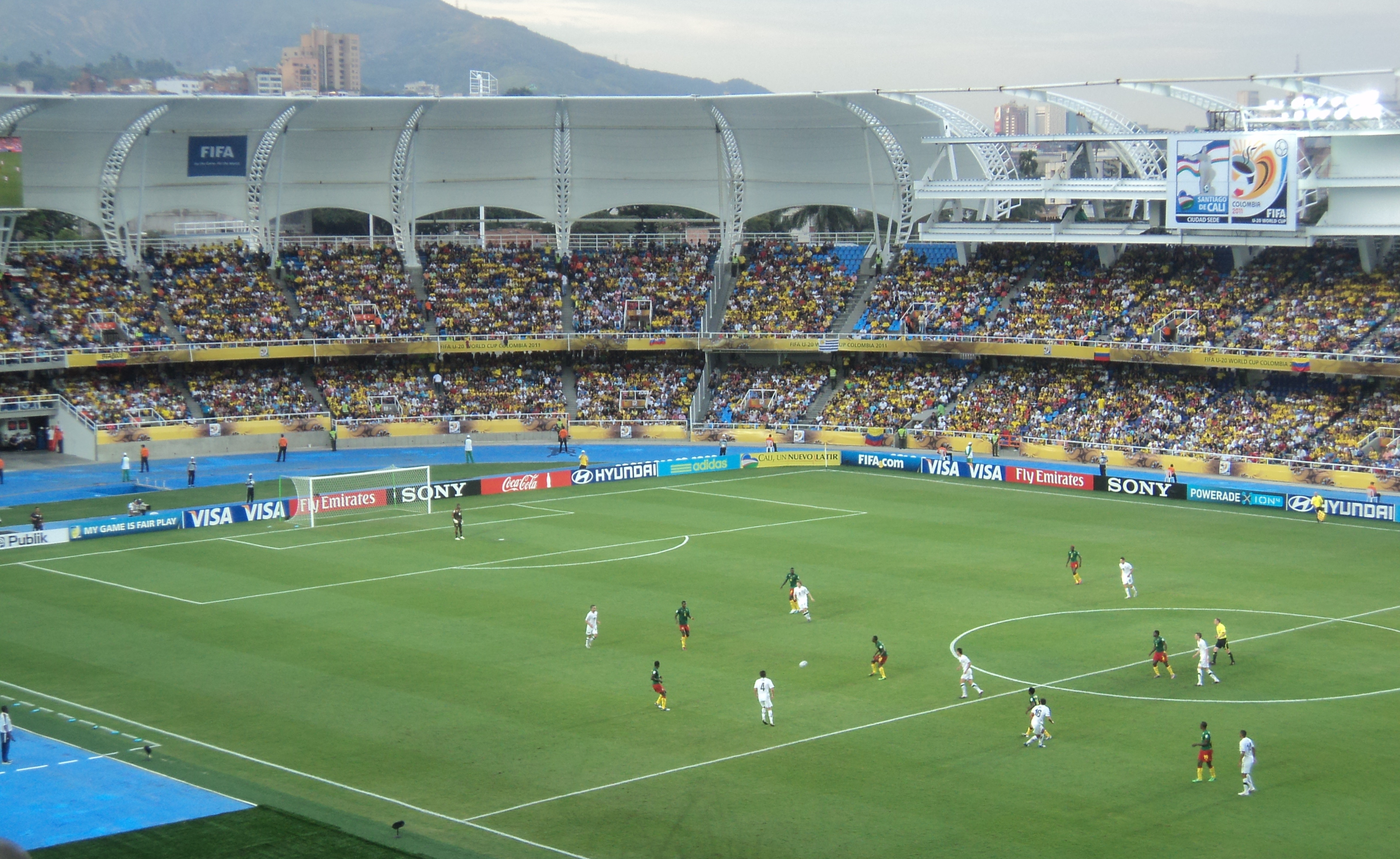
2011年の内観
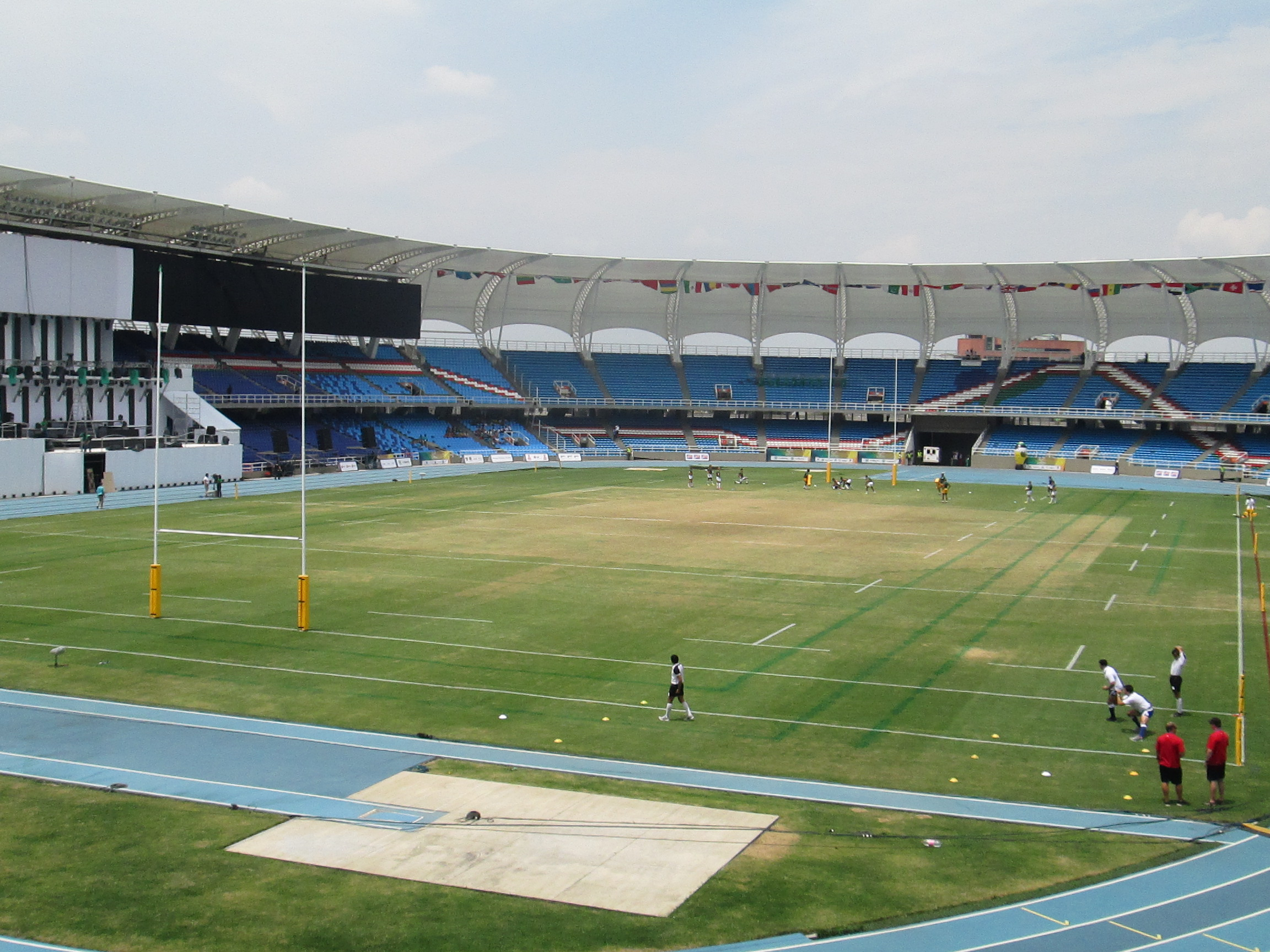
2013年の内観
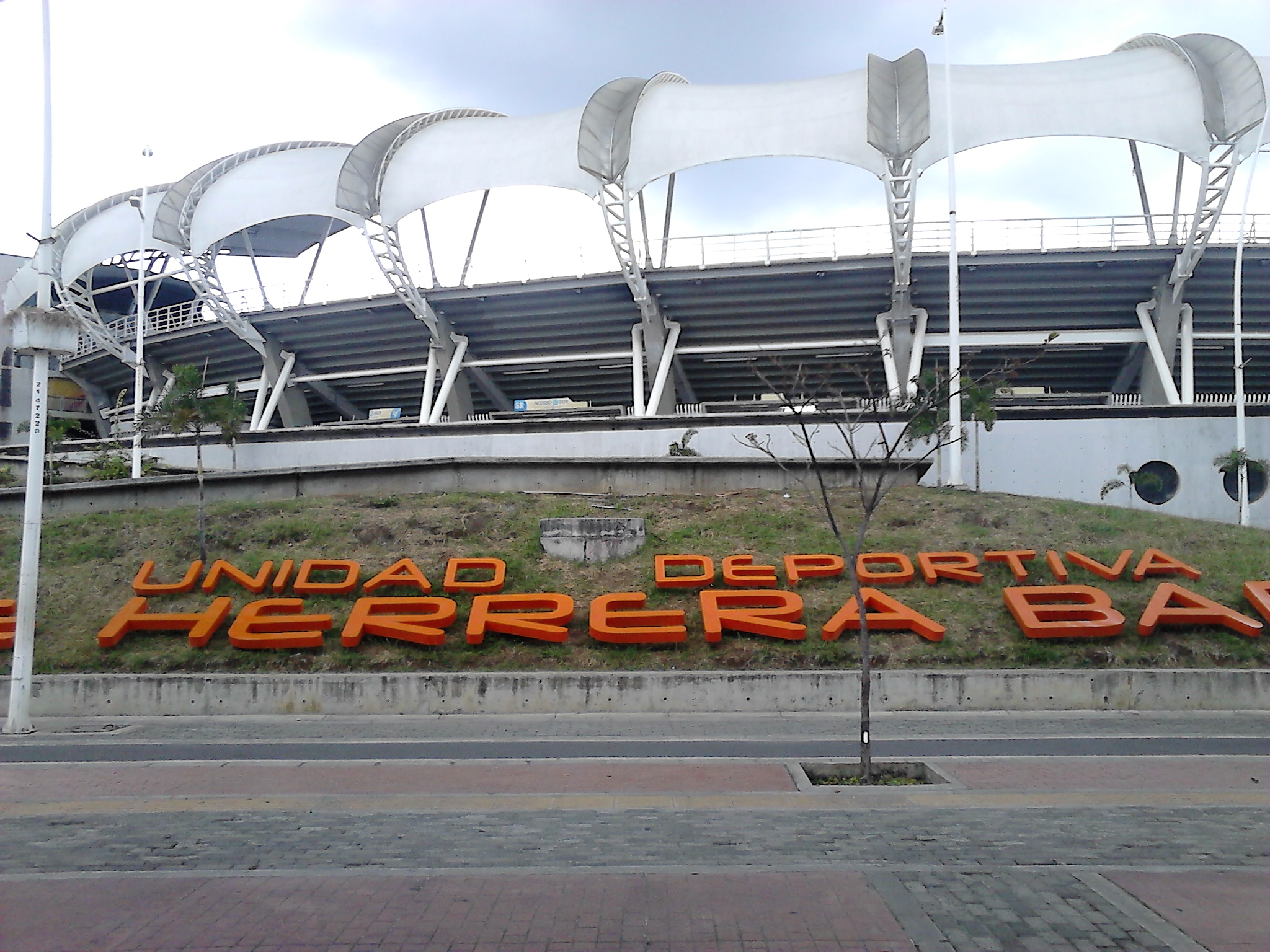
2016年の外観